# 5497 Sararussell
5497 Sararussell eller 1975 SS är en asteroid i huvudbältet som upptäcktes den 30 september 1975 av den amerikanska astronomen Schelte J. Bus vid Palomar-observatoriet. Den är uppkallad efter brittiskan Sara Russell.
Asteroiden har en diameter på ungefär 11 kilometer och den tillhör asteroidgruppen Eos.